# Кайюань (Хунхэ)
Кайюа́нь (кит. упр. 开远, пиньинь Kāiyuǎn) — городской уезд Хунхэ-Хани-Ийского автономного округа провинции Юньнань (КНР).

## История
После завоевания Дали монголами и вхождения этих мест в состав империи Юань в 1276 году была создана Амиская область (阿迷州). В конце существования империи Мин она была в 1648 году переименована в Кайюаньскую область (开远州), но власти империи Цин вернули ей прежнее название. После Синьхайской революции в Китае была произведена реформа структуры административного деления, в ходе которой области были упразднены, и в 1913 году Амиская область стал уездом Ами (阿迷县).
В 1931 году уезд Ами был переименован в Кайюань (开远县).
После вхождения провинции Юньнань в состав КНР в 1950 году был образован Специальный район Мэнцзы (蒙自专区), и уезд вошёл в его состав. В 1957 году Специальный район Мэнцзы и Хунхэ-Ханийский автономный район были объединены в Хунхэ-Хани-Ийский автономный округ.
В октябре 1958 года уезд Кайюань был расформирован, а его территория была разделена между городским уездом Гэцзю и уездом Вэньшань. В сентябре 1960 года уезд Кайюань был воссоздан в прежних границах под юрисдикцией городского уезда Гэцзю. В феврале 1961 года уезд Кайюань был передан из-под юрисдикции городского уезда Гэцзю в состав Хунхэ-Хани-Ийского автономного округа.
Постановлением Госсовета КНР от 18 января 1981 года уезд Кайюань был преобразован в городской уезд.

## Административное деление
Городской уезд делится на 2 уличных комитета, 2 посёлка, 2 волости и 1 национальную волость.